# Creeks
Pour les articles homonymes, voir Creek (homonymie).
Les Creeks sont un peuple amérindien qui vivait à l'origine au sud-est des États-Unis, ils font partie des Cinq tribus civilisées. Ils se nomment eux-mêmes les Muscogee ou Muskogee. Cette dernière appellation qu'ils utilisent de nos jours, s'écrit Mvskoke selon l'orthographe traditionnelle. Les Muscogees vivent aujourd'hui principalement en Oklahoma, Alabama, Géorgie et Floride. Leur langue, le mvskoke, fait partie de la famille des langues muskogéennes. Les Séminoles sont de proches parents des Muscogees et parlent également la langue creek.

## Histoire
Les Creeks étaient organisés en une confédération de 50 « villes ». Au centre de la ville se trouvait une place sur laquelle se dressait un bâtiment pour les affaires communes. Le conseil était présidé par un chef. Chaque maison possédait un jardin, cultivé par les femmes.

### Histoire précolombienne
Les Creeks sont probablement des descendants des Mound Builders de la civilisation du Mississippi, reliés aux Utinahica de la Géorgie méridionale. Plus une confédération souple qu'une tribu simple, les Muscogees ont vécu dans des villages autonomes de la vallée fluviale des États actuels de la Géorgie et de l'Alabama. Ils étaient composés de nombreux groupes ethniques parlant plusieurs langues distinctes. Ceux qui vivaient le long du fleuve Ocmulgee étaient nommés « Creek » par les commerçants britanniques de la Caroline du Sud ; par la suite le nom a été appliqué à tous les indigènes de la région.
Les Creeks commerçaient avec leurs nouveaux voisins britanniques, échangeant avec les Européens diverses marchandises contre des peaux de daim et aussi des esclaves amérindiens capturés en Floride. Au XVIIIe siècle, les Creeks ont commencé à se marier avec des commerçants britanniques aussi bien qu'avec des esclaves africains en fuite. Des différences dues à la géographie et au mode d'interaction avec les Européens ont entrainé une séparation de plus en plus importante des villes creeks entre les Villes basses de la frontière avec la Géorgie (sur la rivière Chattahoochee, la rivière Ocmulgee et la rivière Flint), et les Villes hautes de la vallée de la rivière Alabama.

### Situation avant la guerre d'indépendance
L’accroissement de la population européenne à partir du milieu du XVIIIe siècle met de la pression sur les tribus amérindiennes et en 1760 elle est trois fois plus importante en Géorgie qu’en Floride, ce qui amène les Amérindiens à dénoncer la cupidité des Blancs dans l’accaparement de terres.
Les tribus amérindiennes pratiquaient le troc avec les Blancs, rendu complexe quand le volume des échanges a fait monter les prix. Les tentatives britanniques de réglementer ou même d’éliminer la monnaie de papier dans les colonies ont aggravé les problèmes, en raison de la pénurie de monnaie métallique qui a perduré jusqu'à la découverte d'or en Géorgie dans les années 1820.
Les Creeks, du sud et de l’ouest de la Géorgie, peuple le plus important de la confédération amérindienne, furent avant la guerre d'indépendance très impliqués dans le commerce avec la ville d'Augusta, où près d’un million de peaux de daims ont transité au cours du XVIIIe siècle. 

### Guerre d'indépendance
Comme beaucoup de groupes indigènes à l'est du Mississippi, les Creeks étaient divisés sur le parti à prendre pendant la guerre d'indépendance des États-Unis. Les Creeks des villes basses sont restés neutres ; les Creeks des villes hautes se sont alliés avec les Anglais et ont combattu les colons rebelles.
Lorsque la guerre fut officiellement terminée en 1783, les Creeks s'aperçurent que la Grande-Bretagne avait cédé des terres creeks aux États-Unis naissants. L'État de la Géorgie a commencé à empiéter sur le territoire creek. L'homme d'État creek Alexander McGillivray prit de l'importance en organisant la résistance à cette violation, recevant des armes des Espagnols de Floride pour combattre les Géorgiens expansionnistes. McGillivray a œuvré à l'émergence d'un nationalisme creek et à la centralisation du pouvoir creek en luttant contre les chefs de village qui, individuellement, vendaient des terres aux États-Unis. Par le traité de New York en 1790, McGillivray a cédé une part significative des terres creeks aux États-Unis alors sous la présidence de George Washington, en échange de la reconnaissance fédérale de la souveraineté creek sur le territoire restant. Cependant, après la mort de McGillivray en 1793, la Géorgie a continué son expansion sur le territoire creek.

### La guerre desBâtons rouges
La guerre Creek de 1813-1814, également connue sous le nom de guerre des Bâtons rouges (Red Stick War), a commencé comme une guerre civile dans la nation Creek puis s'est entremêlée avec la guerre de 1812.

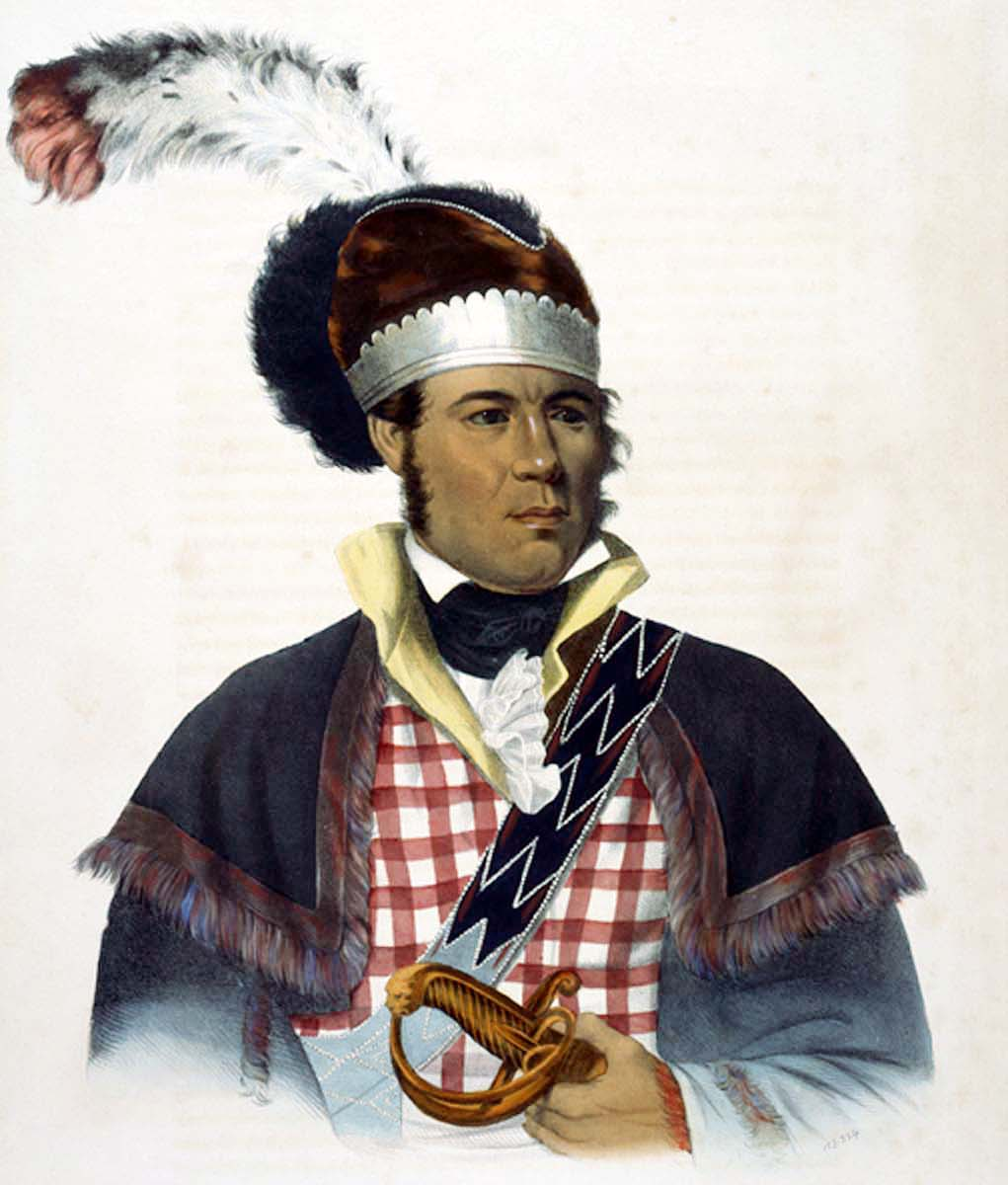
William McIntosh par Charles Bird King, vers 1838.

Inspirés par l'éloquence ardente du chef shawnee Tecumseh et de leurs propres chefs religieux, les Creeks des villes hautes, connus des blancs sous le nom de « Bâtons-Rouges » (Red Sticks), ont cherché à résister par les armes à l'hégémonie des Blancs et aux programmes « de civilisation » administrés par l'agent indien des États-Unis Benjamin Hawkins. Les chefs Red Sticks William Weatherford (« Aigle Rouge »), Peter McQueen et Menawa se sont violemment opposés aux Creeks des villes basses menés par William McIntosh et alliés aux Américains.
Le 30 août 1813, les Red Sticks menés par William Weatherford ont attaqué l'avant-poste américain de Fort Mims près de Mobile en Alabama, où les Américains blancs et leurs alliés amérindiens s'étaient réfugiés. Les Red Sticks ont conquis le fort et ont massacré les prisonniers, y compris les femmes et les enfants.
Près de 250 personnes ont été tuées et ce massacre a provoqué une panique qui s'est propagée tout le long de la frontière du sud-ouest américain. En réponse au massacre de fort Mims, le Tennessee, la Géorgie, et le territoire du Mississippi ont envoyé des troupes en territoire creek. En infériorité numérique et mal armés, les Red Sticks menèrent un combat désespéré depuis leurs bastions du désert. Le 27 mars 1814, le général de la milice du Tennessee Andrew Jackson, aidé par le 39e régiment d'infanterie des États-Unis et par ses alliés cherokees et creeks, a finalement écrasé la résistance des Red Sticks à la bataille de Horseshoe Bend sur la rivière Tallapoosa. Bien que les Red Sticks aient été écrasés (environ 3 000 Creeks des villes hautes ont péri dans cette guerre), la résistance creek dura plusieurs mois. En août 1814, épuisés et mourant de faim, ils se rendirent à Jackson à Wetumpka (près de la ville actuelle de Montgomery en Alabama). Le 9 août 1814, les Creeks furent contraints de signer le traité de Fort Jackson, qui mit fin au conflit et imposa au peuple Creek la cession aux États-Unis de 20 millions d'acres (81 000 km2) de terre, soit plus de la moitié de leurs possessions territoriales héréditaires.
Même les Creeks qui combattirent aux côtés de Jackson furent obligés de céder du territoire, car Jackson les jugea responsables de la rébellion des Red Sticks. Ce traité a ouvert la porte à l'Alabama fever, qui voit la population du territoire de l'Alabama multipliée par 12 entre 1810 et 1820. L'État de l'Alabama fut ainsi incorporé aux États-Unis en 1819.

### Déportation vers l'ouest
Après la guerre de 1812, certains chefs creeks tels que William McIntosh signèrent des traités qui prévoyaient la cession de plus en plus de terres à la Géorgie. Par la suite, la Confédération Creek édicta une loi qui assimilait ces cessions territoriales à un crime capital. Néanmoins, le 12 février 1825, McIntosh et d'autres chefs signèrent le traité d'Indian Springs qui instituait l'abandon de la plupart des terres creeks restantes à la Géorgie.

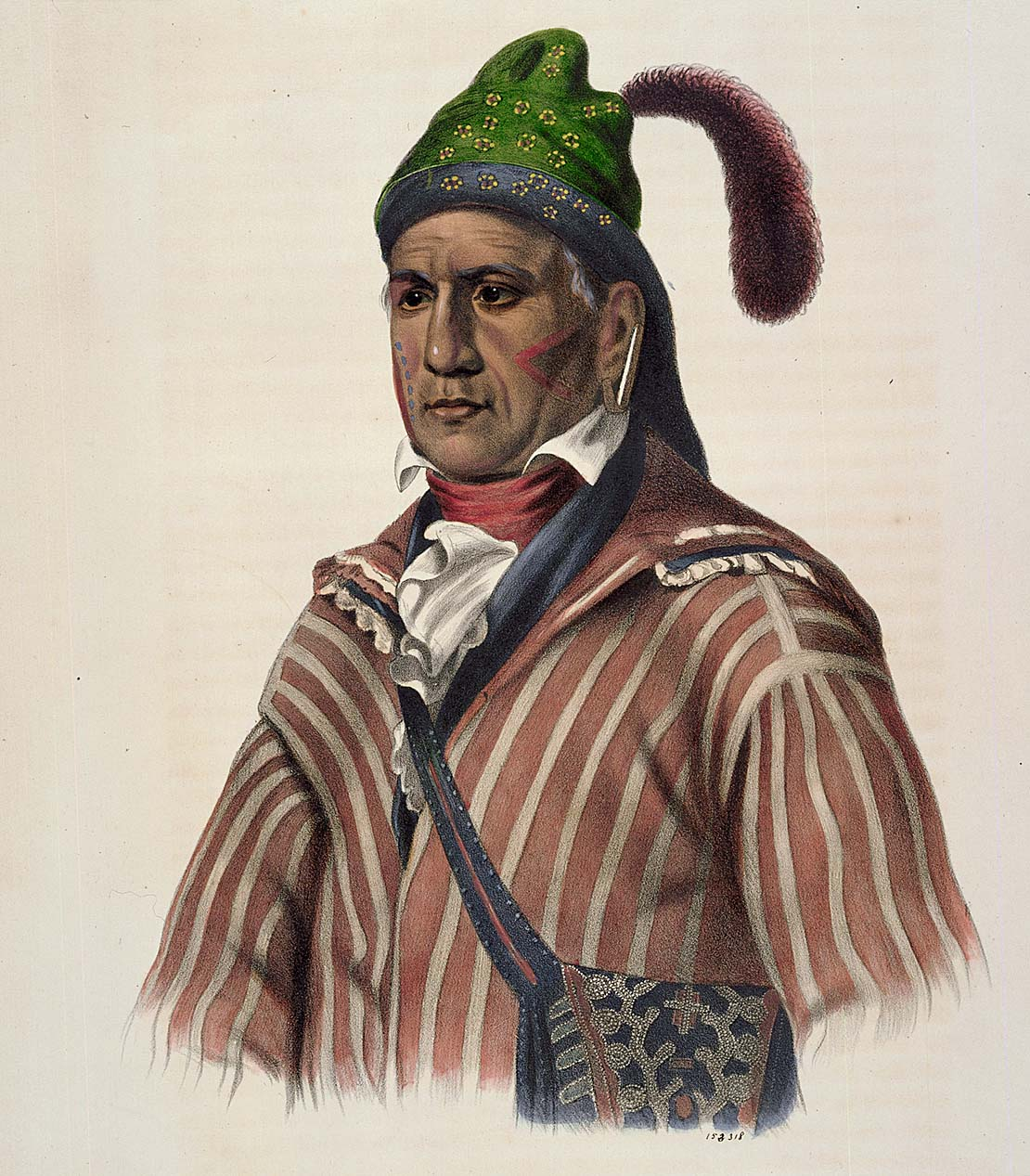
Portrait de Menawa par Charles Bird King. Menawa se rend à Washington D.C en 1826 pour protester contre le traité d'Indian Springs.

McIntosh était un cousin du gouverneur de la Géorgie George Troup, qui considérait les Creeks comme une menace à l'expansion blanche dans la région, et avait été élu par le Parti démocrate sur une plate-forme électorale prévoyant la déportation des Indiens. Les motifs de McIntosh ont été différemment interprétés. Certains ont estimé qu'il avait été corrompu pour vendre son peuple ; d'autres pensent qu'il s'était rendu compte que les Creeks allaient de toute façon perdre leurs terres par la suite, et qu'il avait obtenu le meilleur arrangement pour eux.
Après la ratification du traité par le Sénat des États-Unis, McIntosh fut assassiné le 31 mai 1825 par des Creeks menés par Menawa. (Le Cherokee Major Ridge fit plus tard le même choix que McIntosh et subit le même sort.)
Le Conseil national Creek, dirigé par Opothleyahola protesta auprès des États-Unis contre le traité d'Indian Springs considéré comme frauduleux. Le président John Quincy Adams accepta leurs arguments et par la suite le traité fut annulé et remplacé par un nouvel accord, le traité de Washington. L'historien R. Douglas Hurt écrivit : « Les Creeks avaient réussi ce qu'aucune nation indienne n'avait jamais fait ou ne ferait jamais : faire annuler un traité ratifié. »
Cependant, le gouverneur Troup de Géorgie ignora le nouveau traité et commença à déporter par la force les Amérindiens en vertu du traité antérieur. Au début, le président Adams essaya d'intervenir avec les troupes fédérales, mais Troup fit appel à la milice, et Adams, craignant une guerre civile, céda. Adams déclara à ses proches : « Les Indiens ne sont pas assez intéressants pour justifier une guerre. » Bien qu'ils aient été expulsés de Géorgie et que beaucoup de Creeks des villes basses se soient déplacés dans les Territoires indiens, environ 20 000 Creeks des villes hautes demeurèrent en Alabama, sur une population estimée à 24 000 individus en 1836. Cependant, l'État abolit les gouvernements tribaux et étendit les lois fédérales aux Creeks. Opothleyahola lança un appel à l'administration du président Andrew Jackson en faveur de leur protection en Alabama ; mais aucune réponse ne parvint et le traité de Cusseta du 24 mars 1832 divisa les terres Creeks en lots individuels.
Les Creeks pouvaient vendre leurs terres et utiliser les fonds pour migrer à l'ouest ou rester en Alabama et se soumettre aux lois fédérales. Les spéculateurs fonciers et les squatters commencèrent à expulser les Creeks hors de leurs parcelles et la violence éclata, menant à la guerre Creek de 1836. Le Secrétaire d'État à la guerre Lewis Cass envoya le général Winfield Scott pour « mettre fin à la violence » en déportant les Creeks vers les Territoires indiens à l'ouest du fleuve Mississippi. Le site Web officiel des Muscogees mentionne que : « Dans leur nouveau territoire, les Muscogees des villes basses ont implanté leurs fermes et leurs plantations sur le long des fleuves Arkansas et Verdigris. Les Muscogees des villes hautes ont rétabli leurs anciennes villes sur la Canadian River et ses affluents du nord. Les villes tribales des deux groupes ont continué à envoyer des représentants à un Conseil national qui s'est réuni près de High Springs. La nation Muscogee dans son ensemble connut une nouvelle prospérité. »

## Creek renommés

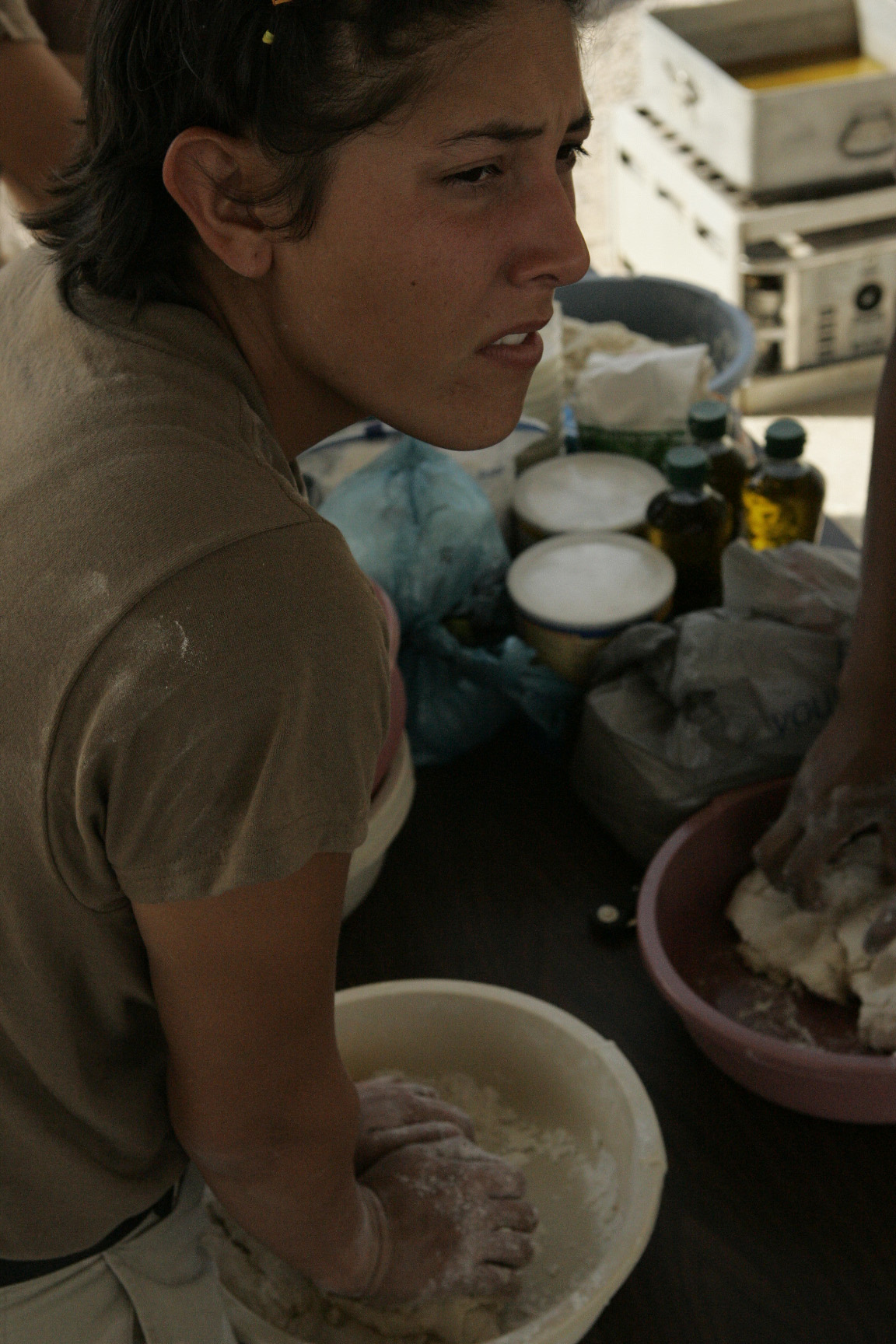
Une jeune américaine d'origine Creek préparant un frybread pour un pow-wow, dans un camp militaire en Irak, en 2004. À l'origine le pow wow était une cérémonie célébrée avant un combat.

- Alexander Posey (1873-1908), poète et homme politique
- Acee Blue Eagle (1909–1959), artiste et éducateur, fondateur du département d'Arts au Bacone College
- Will Sampson (1933-1987), acteur connu pour son rôle dans le film de Miloš Forman, Vol au-dessus d'un nid de coucou (1975).
- Jim Pepper (1941-1992), musicien de jazz d'ascendance creek (et kaw)
- Joy Harjo (née en 1951), poétesse, écrivaine, musicienne et enseignante américaine, Poète lauréat des États-Unis en 2019-2020.